# پارک گورکی (روستوف-نا-دونو)
پارک مرکزی فرهنگ و تفریح گورکی (روسی: Центральный парк культуры и отдыха имени Горького) یک پارک شهری مرکزی در روستوف آن دون، منطقه روستوف، روسیه است که به نام ماکسیم گورکی نامگذاری شده است. این قدیمی‌ترین پارک در روستوف-در دون است. این پارک در سال ۱۸۱۳ در حاشیه‌های شهر تأسیس شد. اکنون در مرکز روستوف در دون بین خیابان پشکینسکا (گورکی پارک شمال)، خیابان بولشایا سادویا (گورقی پارک جنوب)، خیابان بودیونوفسکی (گورکی پارک غرب) و خیابان سماسکو (گورکی پارک شرقی) واقع شده است. از سال ۱۹۹۸ این پارک به عنوان یک شی از میراث فرهنگی با ارزش منطقه ای محافظت می‌شود.

## تاریخچه
این پارک در منطقهٔ واش، جایی که نهرهای کثیف جاری بودند و محل دفن زباله‌های شهر، تأسیس شد. شهردار روستوف-نا-دونو، الکساندر یاشچنکو، مالک این قطعه زمین بود و آن را به قاضی شهر اهدا کرد. سازمان‌های خصوصی مختلف، این منطقه را بهبود بخشیدند و اولین درختان، درختچه‌ها و سایر گیاهان را کاشتند. در ابتدا چندین باغ وجود داشت که در پارک شهری جدید ادغام شدند. پارک پایینی (پارک نیژنی) و پارک بالایی (پارک ورنی) توسط زمین مشخص شده‌اند. این تقسیم‌بندی فضایی، امکان طراحی منظم مسیرها، فضاهای تفریحی و مناطق سبز را فراهم کرد و به توسعه پایدار شهری کمک نمود.
ساختمان چوبی اولین تئاتر شهرداری در دهه ۱۸۴۰ در ضلع شمالی پارک افتتاح شد. در سال ۱۸۶۴، یک ساختمان مدور چوبی برای استراحت شهروندان ساخته شد. در سال ۱۸۹۳، این ساختمان با یک ساختمان سنگی واقع در خیابان پوشکینسکایا در کنار ورودی اصلی پارک جایگزین شد. معمار نیکولای دوروشنکو، یک حصار باز و ورودی جلویی را به شکل دروازه‌های قلعه طراحی کرد. ورودی جدید در خیابان بولشایا سادووایا قرار داشت. معمار ولادیمیر شکیتکو اولین فواره روستوف-نا-دونو به نام «پسری با لگن» را طراحی کرد. مراسم افتتاحیه همزمان با جابجایی شورای شهر به ساختمان جدید (خانه ماکسیموف) برگزار شد. این فواره رسماً توسط پروژکتور لوله آب تیموفی پتروویچ کوشکا افتتاح شد. استخر و آلاچیق‌ها با مجسمه‌هایی که در ایوان میانی پارک باز شده بودند، تزئین شده بودند. در پارک پایینی یک غار سنگی، مخزنی با قوها و فواره‌های زنده وجود داشت. این عناصر تزئینی، جلوه‌ای شاعرانه و آرامش‌بخش به فضای پارک می‌بخشیدند و بازدیدکنندگان را به تأمل و استراحت در دل طبیعت شهری دعوت می‌کردند. تزئینات گل مرتباً بازسازی می‌شدند. منطقه بزرگی از گیاهان و گل‌های عجیب و غریب جدید چیده شده بود. درختان نخل و گز از خارج از کشور آورده می‌شدند و با دقت در کنار مسیرهای سنگ‌فرش‌شده و نیمکت‌های چوبی کاشته می‌شدند.

## توضیحات
این پارک با محیط ۱٫۶۶ کیلومتر (۱٫۰۳ مایل)، مساحتی بالغ بر ۱۲٫۲ هکتار (۳۰) را اشغال می‌کند. هکتارها). در حالی که کاشت گیاهان و شکل زمین در بیشتر پارک طبیعی به نظر می‌رسد، در واقع تقریباً به‌طور کامل محوطه‌سازی شده است. این پارک شامل مسیرهای پیاده‌روی گسترده، هفت فواره، ساختمان مدور، زمین‌های بازی، وسایل تفریحی، کافه، غرفه شطرنج و مسیرهای پارک است که با مجسمه‌ها تزئین شده‌اند. جاذبه‌های داخلی شامل رصدخانه، بنای یادبود لنین و بنای یادبود انقلاب کبیر اکتبر است. علاوه بر این، یک گالری روباز وجود دارد که میزبان نمایشگاه‌های هنرهای کاربردی و آثار هنرمندان روستوف است.